# Bella Guerin
Julia Margaret Guerin (Williamstown, Victoria, 23 d'abril de 1858 - Adelaide, 26 de juliol de 1923), coneguda com a Bella Guerin, va ser una feminista, activista política i mestra australiana; així com la primera dona a graduar-se en una universitat australiana.

## Biografia
Bella Guerin era filla de Patrick Guerin, sergent penal, més tard governador de les presons, i la seva esposa Julia Margaret, de soltera Kearney, tots dos originaris d'Irlanda.
Va iniciar la seva formació a casa, l'any 1878 es va matricular en un curs oficial de la Universitat de Melbourne, on va obtenir en 1883 la titulació de mestra, la qual cosa li va permetre convertir-se en la primera dona que es va graduar en una universitat australiana.
Va treballar com a professora en el Loreto College, en Ballarat, on va instar la creació de beques per a estudis superiors per a nenes catòliques. En aquest centre va arribar a ser directora de les classes universitàries de la Ballarat School of Mines.
Va renunciar al seu lloc quan es va casar el 29 de juny de 1891 amb el poeta i militar Henry Halloran, amb qui va tenir un fill, que seria mèdic en Adelaide.
Després d'enviduar en 1893, es va casar l'1 d'octubre de 1909 amb George D'Arcie Lavender. Va ser un matrimoni de molt curta durada.
Per necessitats econòmiques va haver de tornar a l'ensenyament, va treballar en diverses institucions educatives de Sydney, Carlton, Prahran i East Melbourne.
Entre 1898 i 1903, va freqüentar els cercles sufragistes, i arribà a convertir-se en membre actiu amb càrrec responsable dins de la “ Women's Franchise League”, mentre dirigia el University College de Bendigo.
Aquest compromís polític va fer que, a poc a poc, la seva activitat com a docent anés decaient, ja que va passar a ensenyar en diverses institucions, de cada vegada menor prestigi i a vegades amb problemes amb els departaments per les condicions d'aquest treball.
Entre 1912 i 1914 va ser la vicepresidenta de l'Associació Política de Dones, i coautora del fullet electoral de l'any 1913, de la política australiana Vida Goldstein. Encara que aviat va haver de deixar de ser membre d'un dels grups, ja que no hi havia una bona sintonia entre organitzacions feministes i el partit laborista.
A partir de 1914, inicia una etapa en la qual escriu i parla tant pels partits Laborista i Socialista de Victoria, com per la Lliga de Dones dels Socialistes, i fou considerada com una comentarista "enginyosa, convincent i instructiva" en una varietat de qüestions socials controvertides.
Va ser defensora de la pau i va dirigir la campanya de la Fraternitat contra la Conscripción de Dones Laboristes durant el referèndum de 1916 i va parlar a Adelaide, Broken Hill i les ciutats metropolitanes i centres victorians contra el militarisme i en defensa dels drets de reunió i llibertat d'expressió.
El 1918 és nomenada vicepresidenta del Comitè Organitzador Central de Dones del Partit Laborista, la qual cosa va produir una forta controvèrsia en enfrontar-se al paper que fins a aquest moment semblava destinat a les dones dins de l'organització política laborista.
Comença en aquest moment una fase en la qual veu els inconvenients de certs aspectes del sistema capitalista, per la qual cosa defensa principis més concordes al comunisme, encara que és defensora del sistema parlamentari.
També des del punt de vista religiós Bella Guerin sofreix una evolució significativa, passant de les seves creences catòliques al racionalisme.
El 1923 va morir de cirrosis hepàtica a Adelaide i va ser enterrada en el cementiri catòlic de West Terrace.